# William Hyde Wollaston

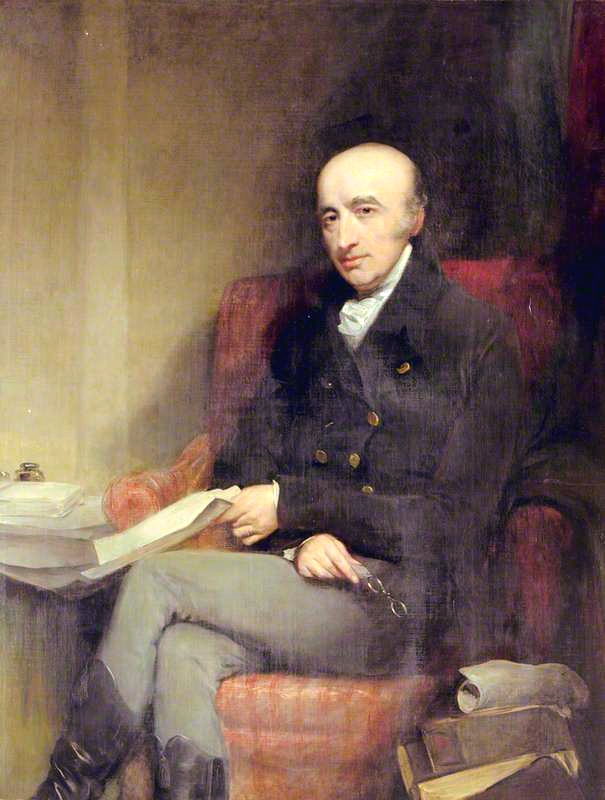
William Hyde Wollaston in un ritratto di John Jackson (1778–1831)

William Hyde Wollaston (Dereham, 6 agosto 1766 – Chislehurst, 22 dicembre 1828) è stato un chimico e fisico inglese, noto per aver scoperto due elementi chimici: il palladio e il rodio.

## Vita
Nato in una cittadina del Norfolk da Francis Wollaston (1737-1815), pastore anglicano e astronomo, e da Althea Hyde, studiò medicina all'Università di Cambridge conseguendo il dottorato nel 1793. Ebbe 14 fratelli. Durante gli studi si interessò alla chimica, alla cristallografia, alla metallurgia e alla fisica. Dapprima si stabilì a Londra come medico, ma nel 1800 abbandonò la medicina per dedicarsi alla ricerca in chimica e fisica.

## Opere

### Chimica
Wollaston è noto soprattutto per i suoi lavori di chimica. Sviluppò il primo metodo pratico di purificazione del platino, e durante la messa a punto di questo metodo scoprì due nuovi elementi chimici: il palladio nel 1803 e il rodio nel 1804. Nel 1809 affermò che il tantalio, scoperto nel 1802 dallo svedese Anders Gustaf Ekeberg (1776-1813), fosse in realtà il columbio, ossia il niobio, scoperto nel 1801 da Charles Hatchett. Solo nel 1846 il chimico tedesco Heinrich Rose (1795-1864) riuscì a dimostrare che niobio e tantalio erano invece due elementi differenti. Nel 1810 Wollaston scoprì la cistina.

### Fisica

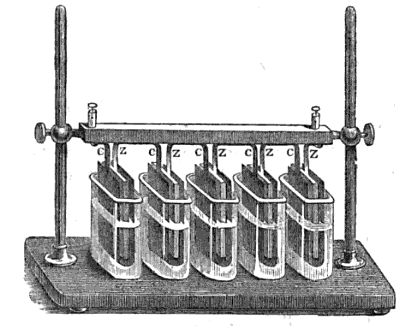
La "pila di Wollaston"

Effettuò dei lavori importanti sull'elettricità. Nel 1801 per mezzo di esperimenti osservò le reazioni chimiche ottenute da un generatore elettrostatico, dimostrando in tal modo l'identità dell'elettricità statica e di quella ottenuta con la pila di Volta. Perfezionò inoltre la pila di Volta, costruendo tra il 1813 e il 1815 una versione modificata in cui gli elettrodi, immersi in una soluzione elettrolitica (come nella "pila a tazze") erano ripiegati ad U, in modo che il catodo di rame circondasse l'anodo di zinco.
Durante gli ultimi anni della sua vita effettuò una serie di esperimenti pionieristici, per lo sviluppo di un motore elettrico che non ebbero applicazioni pratiche e non vennero pubblicati; i suoi dati vennero tuttavia resi a noti a Michael Faraday il quale nel 1821 riuscì a costruirne uno, noto come motore omopolare. Faraday non riconobbe nelle prime comunicazioni i debiti contratti con Wollaston, come peraltro quelli analoghi contratti con Humphry Davy, dando così origine a una annosa polemica.
Wollaston si interessò anche di ottica, sviluppando alcune applicazioni pratiche; inventò la Camera lucida (1807), un nuovo tipo di goniometro (1809) e un prisma che porta il suo nome (prisma di Wollaston). Con quest'ultimo strumento Wollaston fu il primo a osservare le linee nere dello spettro solare, senza tuttavia studiarle sistematicamente né fornendo ipotesi sulla loro origine. 
Wollaston fece parte di una commissione reale che si oppose all'adozione del sistema metrico decimale e di un'altra che adottò il gallone imperiale.

## Riconoscimenti
- Membro della Royal Society nel 1793, ne fu il segretario dal 1804 al 1813, e presidente per un breve periodo nel 1820.
- medaglia Copley nel 1802 e Medaglia Royal nel 1828,
- un minerale, la Wollastonite, un cratere lunare e la medaglia Wollaston portano il suo nome.